# Marianna Nagy (Eiskunstläuferin)
Marianna Nagy (* 13. Januar 1929 in Szombathely; † 3. Mai 2011 in Budapest) war eine ungarische Eiskunstläuferin, die im Paarlauf startete.
Im Paarlauf wurde sie mit ihrem Bruder László Nagy in den Jahren 1950 bis 1952 und von 1954 bis 1958 ungarische Meisterin. Bei Europameisterschaften erreichte das Paar siebenmal das Podium. 1950 in Oslo und 1955 in Budapest wurden sie Europameister, 1949, 1953, 1956 und 1957 Vize-Europameister und 1952 Dritte. Bei Weltmeisterschaften errangen sie 1950, 1953 und 1955 die Bronzemedaille. Bronze gewannen sie auch bei den Olympischen Spielen 1952 in Oslo und 1956 in Cortina d’Ampezzo.

## Ergebnisse

### Paarlauf
(mit László Nagy)
| Wettbewerb / Jahr          | 1948 | 1949 | 1950 | 1951 | 1952 | 1953 | 1954 | 1955 | 1956 | 1957 | 1958 |
| -------------------------- | ---- | ---- | ---- | ---- | ---- | ---- | ---- | ---- | ---- | ---- | ---- |
| Olympische Winterspiele    | 7.   |      |      |      | 3.   |      |      |      | 3.   |      |      |
| Weltmeisterschaften        | 7.   | 4.   | 3.   |      |      | 3.   |      | 3.   |      |      | 7.   |
| Europameisterschaften      |      | 2.   | 1.   |      | 3.   | 2.   |      | 1.   | 2.   | 2.   | 4.   |
| Ungarische Meisterschaften |      |      | 1.   | 1.   | 1.   |      | 1.   | 1.   | 1.   | 1.   | 1.   |